# عبد الرحيم الدحلاوي
عبد الرحيم الدحلاوي هو فقيه هندي ولد في عام 1703م.

## مؤلفاته
- حجة الله البليغة في أسرار الحديث وحِكم التشريع،

## وصلات خارجية
https://sayyidamiruddin.com/2010/04/14/shah-wali-allah-muhaddith-ad-dahlawi-on-mawlid-an-nabi-by-dr-marcia-hermansen/